# Rutilus aula
Rutilus aula és una espècie de peix cipriniforme de la família dels ciprínids.

## Morfologia
Els mascles poden assolir els 18 cm de longitud total.

## Distribució geogràfica
És un endemisme d'Itàlia.